# Mila Nitich
Mila Nitich (Мила Нитич, Людмила Сергеевна Нитичук) (Stara Synjava, 26 september 1990) is een Oekraïens zangeres.
In 2011 deed Nitich een gooi naar deelname voor het Eurovisie Songfestival en haalde de tiende plaats. In 2017 poogde ze dat opnieuw, maar werd weer niet verkozen, omdat haar nummer door de jury tweederangs werd bevonden.

## Discografie
- Просто быть счастливой... (2015)

- MusicBrainz: c85307fa-f55e-4543-ace9-e2d57791875e